# 姚履素
姚履素（1566年7月31日—？），字允初，號允初，应天府上元县神帛木堂匠籍，浙江杭州府仁和县人，明朝政治人物。

## 生平
姚履素以《書經》中萬曆十九年（1591年）應天府鄉試舉人第一百十九名，二十六年（1598年）會試副榜，任嘉定縣教諭；二十九年（1601年）會試中式第六十四名，成二甲第十三名進士，都察院觀政，三十年授刑部貴州司主事，三十一年七月奉命往关外录囚，三十三年升员外郎，五月往湖廣恤刑，三十四年升郎中，三十六年养病。三十八年補南京刑部廣東司郎中，四十年升任廣東按察司海南道副使，四十一年黎贼廖二肆掠陵水，百户陈克先为其所害，時适平崖黎，履素偕参将楊應春督兵進剿，生擒那求、那欣等置于法，设白茅營以御之，加意招抚，归者十六，陵民赖以安。四十三年以擅自离任被弹劾。

## 家族
曾祖姚鎮，王府典膳。祖父姚淛，鴻臚寺序班。父親姚之裔，監生。母親陳氏，贈宜人。永感下。兄姚履旋，字允吉，善画折枝梅。弟履和、履信。